# Réservoir de Kaunissaare
Le réservoir de Kaunissaare (en estonien : Kaunissaare veehoidla) est un lac artificiel situé dans le comté de Harju en Estonie,,.

## Géographie
Le réservoir de Kaunissaare est situé dans le village de Kaunissaare de la commune d'Anija.
Le lac artificiel a été formé en endiguant le lit du fleuve Jägala avec un barrage de 50 mètres de long. La rive nord du lac est entourée d'un remblais en terre, qui a augmenté la quantité d'eau pouvant être stockée et a élevé le niveau d'eau du lac. 
La superficie du lac est de 30 hectares et il mesure 1,4 kilomètre de long et 400 mètres de large. 
À son extrémité orientale se trouvent deux îles d'une superficie totale de 0,52 hectare.
Les îles mesurent 100 mètres et 85 mètres de long. 
Le fleuve Jägala traverse le lac, et le ruisseau Kõrgimäe s'y jette également. 
L'étendue du bassin versant du lac est de 830,7 km²,.

## Gestion des eaux
Le réservoir de Kaunissaare a été construit pour le système d'approvisionnement en eau de Tallinn.
À son extrémité nord-est, le canal Aavoja-Kaunissaare  achemine l'eau du réservoir de Aavoja, situé à 2,8 kilomètres, jusqu'au réservoir de Kaunissaare,.
De l'extrémité sud-ouest du lac artificiel, le canal Jägala-Pirita emporte les eaux à 25 kilomètres dans la rivière Pirita.

## Centrale hydroélectrique de Kaunissaare
Sur le côté gauche du barrage se trouve la centrale hydroélectrique de Kaunissaare, qui peut produire 0,246 mégawatts d'énergie électrique avec deux turbines hydrauliques. 
Il y a aussi une échelle à poissons du même côté du barrage.

## Galerie

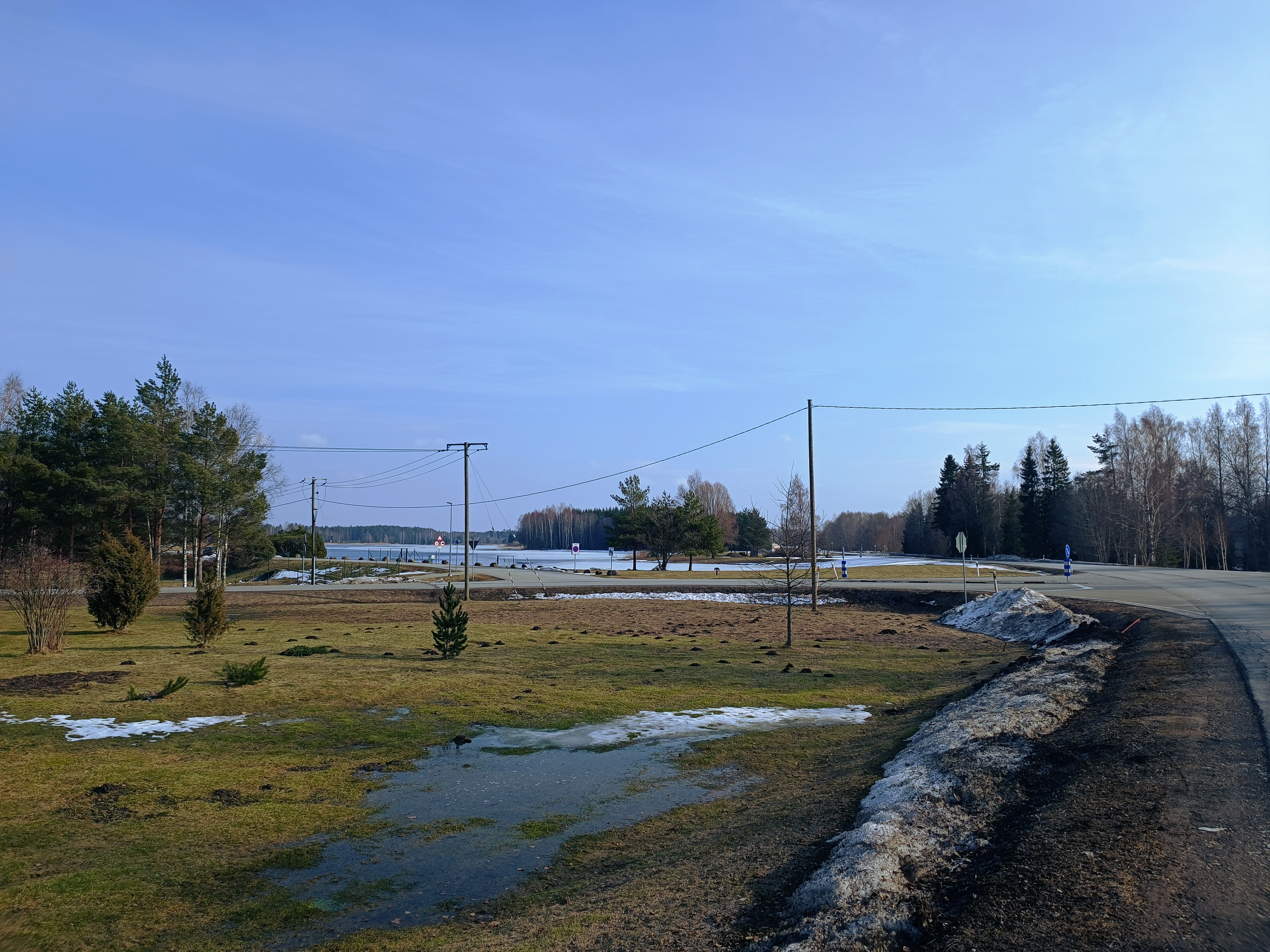
Croisement à proximité du réservoir.